# 11249 Etna
11249 Etna este o planetă minoră (asteroid), cu un diametru de 9,967 km, din centura de asteroizi. A fost descoperită pe 24 martie 1971 la Observatorul Palomar de Cornelis Johannes van Houten și a fost numită după Etna. 
Obiectul prezintă o orbită caracterizată de o semiaxă mare de 3,9549871 UAi, o excentricitate de 0,19, o înclinație de 14,43553 ° în raport cu ecliptica.